# Autodromo Internazionale del Mugello
Das Autodromo Internazionale del Mugello, auch Mugello Circuit, ist eine Motorsport-Rennstrecke in der italienischen Gemeinde Scarperia e San Piero im Mugello nördlich von Florenz.
Die Strecke hat eine Länge von 5,245 km, Eigentümer ist Ferrari.
Zurzeit findet jährlich der Große Preis von Italien zur Motorrad-Weltmeisterschaft sowie einige Läufe der DTM statt. Außerdem wird die Strecke oft für Formel-1-Testfahrten, vor allem von Ferrari, genutzt.

## Geschichte

### Straßenkurs (Circuito)
Erste Rennen wurden bei Mugello im Jahr 1914 auf dem Circuito stradale del Mugello, einer 66 km langen Strecke über öffentliche Straßen ähnlich der Targa Florio auf Sizilien, ausgetragen. Nach dem Ersten Weltkrieg erlebte der Kurs eine erste Blütezeit. Fahrer wie Alberto Ascari oder Enzo Ferrari traten hier an. Es folgten Jahre im Schatten der Mille Miglia. 1955 wurde die Streckenlänge auf 19 km reduziert. Das Ende der Mille Miglia nach dem schweren Unfall in Guidizzolo und zunehmendes Interesse am Rennsport lenkte die Aufmerksamkeit zu dieser Zeit wieder auf Mugello, wo von 1964 bis 1969 wieder auf den ursprünglichen 66 km Rennen ausgetragen wurden, die 1965 bis 1967 zur WM zählten.
Startplatz war im Süden bei San Piero a Sieve. An Scarperia, wo das Autodrom errichtet wurde, führt die SP 503 nach Norden über den Pass Passo del Giogo, weiter nach Firenzuola, von dort nach Westen, um bei Selva auf die SR 65 zu treffen, die bei der Mille Miglia das Teilstück zwischen Bologna und Florenz bildete, das über den Futapass führte. Über Barberino di Mugello wurde die Runde gegen den Uhrzeigersinn geschlossen.
Den letzten WM-Lauf gewannen Udo Schütz und Gerhard Mitter auf Porsche 910, nachdem Günter Klass tödlich verunglückt war. 1968 gewann der Alfa Romeo Tipo 33 von Lucien Bianchi, Nanni Galli und Nino Vaccarella gegen den Porsche von Rico Steinemann und Jo Siffert, und 1969 siegte Arturo Merzario auf Abarth 2000.
Im Juni 1970 wurde bei einem Verkehrsunfall in Ospedaletto di Firenzuola eine Gruppe Fußgänger verletzt und ein Baby getötet. Es stellte sich heraus, dass der Unglücksfahrer Spartaco Dini zuvor beim Werksteam von Alfa Romeo entlassen worden war und vermutlich illegal trainiert hatte. Das drei Wochen später geplante Rennen wurde abgesagt.

### Rundstrecke (Autodromo)
Am 23. Juni 1974 wurde schließlich ein Rundkurs in Betrieb genommen, der die Basis für die heutige Rennstrecke bildet.
In der Formel-1-Saison 2020 fand in Mugello erstmals der Große Preis der Toskana statt. Dieser wurde nachträglich in den Kalender aufgenommen, da aufgrund der COVID-19-Pandemie viele ursprünglich geplante Austragungsorte ausfielen. Es war das 1000. Formel-1-Rennen der Scuderia Ferrari, die das Namenssponsoring für das Rennen übernommen hat. Eine Woche zuvor wurde der Große Preis von Italien in Monza ausgetragen.
2021 verunglückte der Schweizer Moto3-Fahrer Jason Dupasquier tödlich beim Qualifying für das Rennen am folgenden Tag.

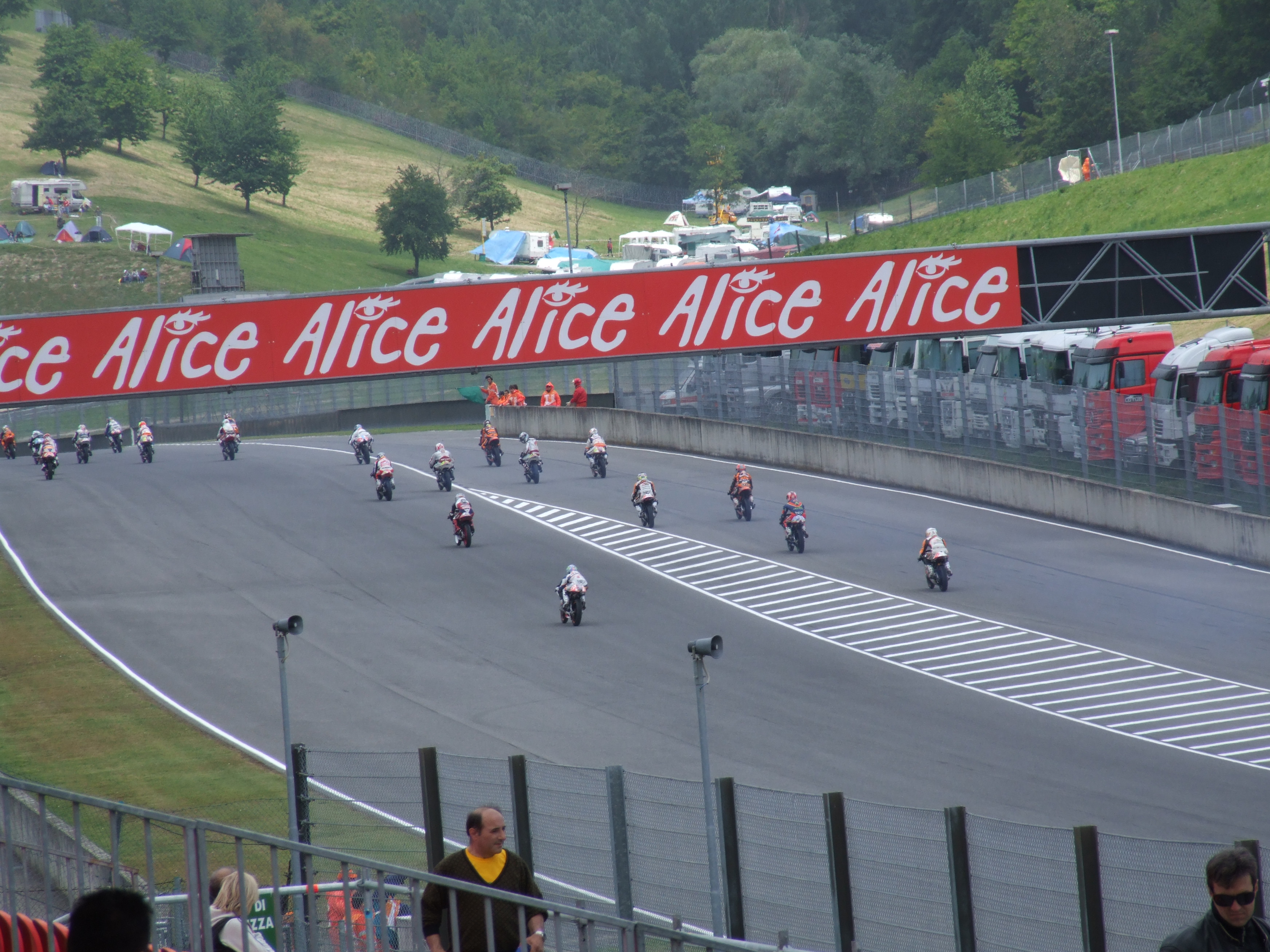
Start-Ziel-Gerade mit Boxenausfahrt
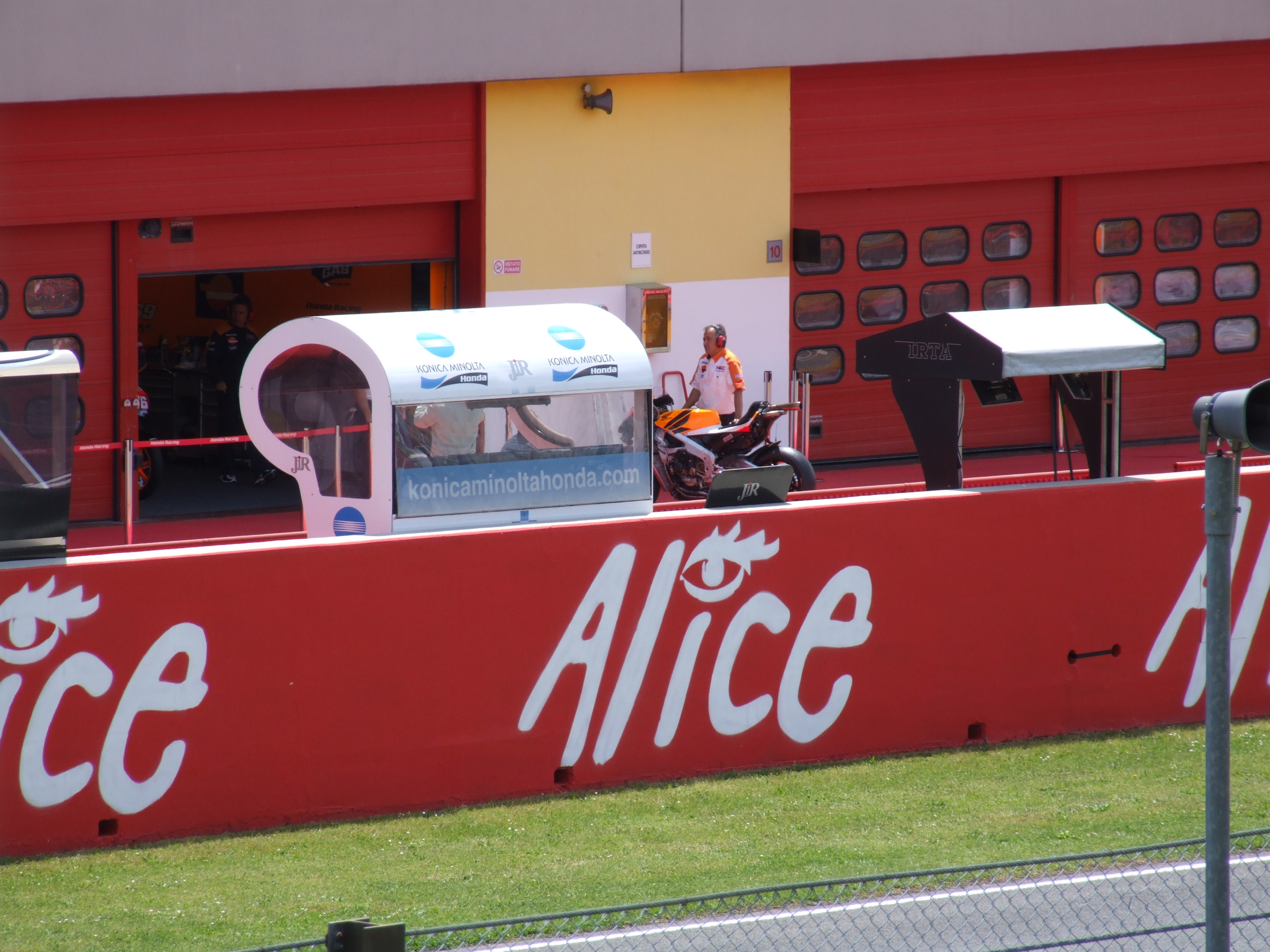
Boxengasse
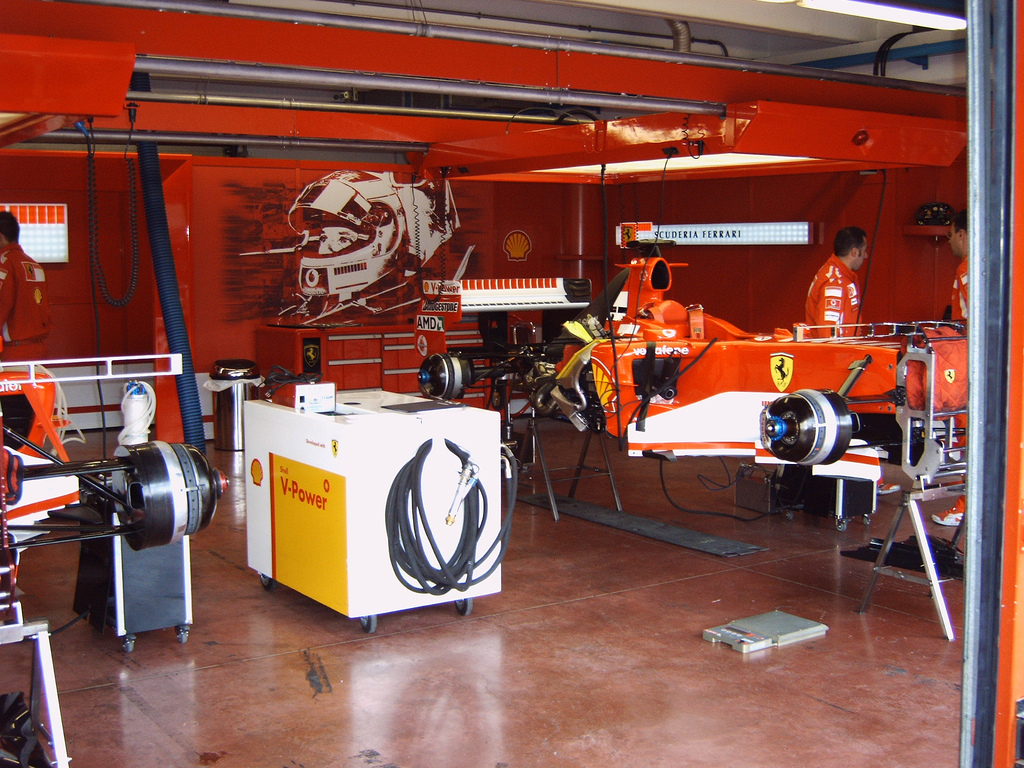
Box von Ferrari bei Testfahrten

## Statistik

### Rundenrekorde

#### Formel 1
- Qualifikation: 1:15,144 min (Lewis Hamilton, Mercedes, 2020)
- Rennen: 1:18,833 min (Lewis Hamilton, Mercedes, 2020)

### Sieger des Formel-1-Rennens auf dem Autodromo Internazionale del Mugello
| Nr. | Jahr | Fahrer         | Konstrukteur | Motor    | Reifen | Zeit          | Streckenlänge | Runden | Ø-Tempo      | Datum         | GP der  |
| --- | ---- | -------------- | ------------ | -------- | ------ | ------------- | ------------- | ------ | ------------ | ------------- | ------- |
| 1   | 2020 | Lewis Hamilton | Mercedes     | Mercedes | P      | 2:19:35,060 h | 5,245 km      | 59     | 133,037 km/h | 13. September | Toskana |